# V-리그 포스트시즌 2008
다음은 NH농협 2007~2008 V-리그의 포스트시즌에 대한 내용이다.

## 남자부

### 플레이오프
| 경기                                            | 날짜           | 홈 팀      | 득점  | 어웨이 팀  | 장소               |
| ----------------------------------------------- | -------------- | ---------- | ----- | ---------- | ------------------ |
| 1차전                                           | 2008년 4월 3일 | 대한항공   | 3 - 0 | 현대캐피탈 | 인천도원시립체육관 |
| 2차전                                           | 2008년 4월 5일 | 현대캐피탈 | 3 - 1 | 대한항공   | 천안유관순체육관   |
| 3차전                                           | 2008년 4월 6일 | 대한항공   | 1 - 3 | 현대캐피탈 | 인천도원시립체육관 |
| 천안 현대캐피탈 스카이워커스 챔피언 결정전 진출 |                |            |       |            |                    |

남자부 플레이오프에는 정규리그 2위팀 인천 대한항공 점보스와 3위팀 천안 현대캐피탈 스카이워커스가 만났다. 두 팀은 2006~2007 시즌에도 플레이오프에서 만난 적이 있어 2년 연속으로 맞대결을 펼치게 되었다. 2007~2008 시즌 정규리그에서 두 팀 간의 상대 전적은 총 7번을 싸워서 대한항공이 5승을 거두고 있었다.
대한항공의 홈구장 인천도원시립체육관에서 열린 1차전에서는 듀스 접전을 펼쳤으나, 마무리가 강했던 대한항공이 현대캐피탈을 3대 0으로 제압했다. 대한항공에서는 3세트 만에 26득점을 기록한 외국인 선수 보비와 결정적인 공격을 성공시킨 신영수가 활약했지만, 현대캐피탈이 시즌 후반에 뽑은 외국인 선수 로드리고는 이 경기에서 큰 활약을 보여주지 못했다.
반면 2차전과 3차전에서는 경기 초반 양팀이 한세트씩 주고받는 접전을 벌였으나 두 경기 모두 승부처였던 3세트를 현대캐피탈이 따내며 천안 현대캐피탈 스카이워커스가 프로화 후, 4년 연속 챔피언 결정전에 진출했다. 인천 대한항공은 2차전과 3차전에서 팀의 고질적인 문제점이라 불리던 해결사가 없는 문제와 많은 범실로 인해 상대에게 경기를 내주고 말았다. 2차전에서는 이선규가 가로막기 8개와 속공 공격을 통해 총 17득점을 올리며 현대캐피탈이 경기를 따 냈으며, 3차전에서는 2차전에 뛰지 않았던 현대캐피탈의 박철우가 2 대 11로 팀이 크게 뒤지고 있던 3세트에 하경민과 함께 교체 투입되어 두 세트 동안 70.59%의 공격 성공률을 보이며 경기를 반전시켜 역전승의 주역이 되며 팀을 챔피언 결정전에 진출시키는데에 기여했다. 두 선수는 2차전과 3차전에서 각각 경기 최우수 선수로 선정되었다.

### 챔피언 결정전
| 경기                             | 날짜            | 홈 팀      | 득점  | 어웨이 팀  | 장소             |
| -------------------------------- | --------------- | ---------- | ----- | ---------- | ---------------- |
| 1차전                            | 2008년 4월 10일 | 삼성화재   | 3 - 1 | 현대캐피탈 | 대전충무체육관   |
| 2차전                            | 2008년 4월 12일 | 삼성화재   | 3 - 1 | 현대캐피탈 | 대전충무체육관   |
| 3차전                            | 2008년 4월 13일 | 현대캐피탈 | 1 - 3 | 삼성화재   | 천안유관순체육관 |
| 대전 삼성화재 블루팡스 통합 우승 |                 |            |       |            |                  |

챔피언 결정전은 4년 연속 대전 삼성화재 블루팡스와 천안 현대캐피탈 스카이워커스의 대결이 되었다. 두 팀의 상대 전적은 2007~2008 시즌 정규리그 7번의 맞대결에서 삼성화재가 현대캐피탈에게 5승을 거두며 우위를 점했지만, 프로 출범 이후 3번의 챔피언 결정전 맞대결에서는 현대캐피탈이 삼성화재를 꺾고 2번의 우승을 거둔 바 있다.
챔피언 결정전 1차전의 승부의 분수령은 세트 스코어 1 대 1로 맞선 3세트였다. 세트 초반부터 팽팽하게 맞서던 양 팀은 엎치락 뒤치락 듀스 접전을 벌이며 시소 게임을 펼쳤다. 결국 기나긴 접전 끝에 대전 삼성화재가 41 대 39로 3세트를 따내며 승부의 마침표를 찍었고 이 후 천안 현대캐피탈은 급격히 조직력이 무너지며 4세트마저 상대에게 헌납, 챔피언 결정전 1차전의 승리는 대전 삼성화재에게 돌아갔다. 이 날 3세트에서 양팀이 기록한 41 대 39 라는 스코어는 기존 기록인 2005년 3월 6일 한국전력과 대한항공 전 1세트의 38 대 36을 뛰어넘은 역대 통산 한 팀 최다 득점, 양 팀 합산 최다 득점 기록이며, 삼성화재의 63회 공격 시도 - 29점 득점, 현대캐피탈의 58회 공격 시도 - 27점 득점 기록 또한 역대 최다 공격 시도 - 득점 기록 1, 2위로 올라섰다. 또한 삼성화재가 보여 준 디그 39회 성공은 기존 기록인 32회보다 7회가 많은 성공 기록으로 최다 기록에 올랐으며 세트 성공 부문에서도 최태웅 세터가 27개를 성공시켜 이 부문 타이 기록을 세웠다. 또한 리시브 정확도 면에서도 기존 27개보다 3개가 많은 30개를 받아내 신기록을 세우며 볼거리와 기록이 풍성한 챔피언 결정전 1차전을 만들었다. 또한 이 경기에서는 일본인 사카이데 오다무 심판이 부심으로 기용되었으며, 이어 남자부 챔피언 결정전 3차전의 주심으로도 기용되었다.
챔피언 결정전 2차전의 승부는 공격 성공률과 범실에서 갈렸다. 범실 13개를 범하며 1세트를 내 준 대전 삼성화재는 2세트 들어 그동안 상대에 비해 열세로 여겨지던 가로막기 득점이 연이어 터지며 2세트를 가져갔다. 기세를 몰아 삼성화재는 현대캐피탈 주포인 후인정, 송인석, 박철우를 30% 내외의 낮은 공격 성공률로 묶고 안젤코의 활약에 힘입어 3세트마저 따내며 승부를 뒤집었고 현대캐피탈 선수들의 연이은 범실로 4세트마저 승리 경기를 가져가며 2연승으로 챔피언 등극에 유리한 고지를 점했다.
장소를 옮겨 천안 현대캐피탈의 홈인 천안 유관순 체육관에서 벌어진 3차전 또한 집중력과 결정력에서 앞선 대전 삼성화재의 승리로 돌아갔다. 1세트와 2세트를 먼저 따 낸 대전 삼성화재는 집중력과 조직력이 떨어지며 3세트를 박철우가 활약한 천안 현대캐피탈에게 내 주며 승부를 4세트로 끌고갔다. 이 경기의 승부의 분수령은 4세트 9 대 9 상황에서 나온 심판과 경기 감독관의 애매한 판정으로 인한 판정시비였다. 손재홍의 스파이크가 이선규의 블로킹에 맞고 바깥쪽으로 흘러나가는 공을 후인정이 상대 진영까지 따라가 걷어 올렸다. 하지만 이날 주심을 맡은 일본인 사카이데 오다무가 사이드 아웃을 선언하자 현대캐피탈의 김호철 감독과 선수들이 강하게 반발했고, 김호철 감독의 요청에 의해 이루어진 비디오 판독 상황에서 경기 감독관은 화면 불량으로 인해 판독이 불가능하다는 이유로 노카운트를 선언했다. 이 상황에서 대전 삼성화재 신치용 감독과 프런트들은 비디오 판독 불가시 주심의 판정을 따라야 하지만 이를 독단적으로 번복한 경기 감독관의 판단에 문제가 있다며 강하게 항의를 하며 신경전을 벌였다. 결국 주심의 결정을 존중하는 쪽으로 판정이 나기까지 10여분간 경기가 중단되며 경기의 흐름이 깨졌고 그 사이 분위기는 삼성화재쪽으로 넘어갔다. 기세가 오른 삼성화재는 4세트를 25 대 16으로 따 내며 챔피언 결정전의 대미를 장식, 정규리그와 포스트시즌 통합 우승, 프로 통산 2회 우승, 팀 창단 후 10회 우승을 이루어냈다. 삼성화재의 안젤코는 높은 공격 성공률과 결정력을 앞세워 챔피언 결정전 MVP로 선발되었다.

## 여자부

### 플레이오프
| 경기                             | 날짜            | 홈 팀    | 득점  | 어웨이 팀 | 장소               |
| -------------------------------- | --------------- | -------- | ----- | --------- | ------------------ |
| 1차전                            | 2008년 3월 15일 | KT&G     | 2 - 3 | GS칼텍스  | 대전충무체육관     |
| 2차전                            | 2008년 3월 16일 | GS칼텍스 | 3 - 0 | KT&G      | 인천도원시립체육관 |
| 인천 GS칼텍스 챔피언 결정전 진출 |                 |          |       |           |                    |

정규리그 2위팀 대전 KT&G 아리엘즈와 3위팀 인천 GS칼텍스의 플레이오프 1차전은 2008년 3월 15일 오후 5시에 KT&G의 홈구장 대전 충무체육관에서 열렸다. 이 경기에서 KT&G는 페르난다가 31득점을 올리며 분전했으나, GS칼텍스는 하께우, 김민지, 정대영이 골고루 활약하면서 2시간 11분 간의 접전 끝에 GS칼텍스가 KT&G에게 세트 스코어 3대 2로 승리를 거뒀다.
바로 다음 날 인천에서 열린 플레이오프 2차전에서는 역시 KT&G의 페르난다가 30득점을 올리는 등 놀라운 공격력을 보여줬지만, 고비 때마다 GS칼텍스의 정대영이 2점 후위 공격을 성공시키며 GS칼텍스가 세트 스코어 3대 0으로 KT&G에게 완승을 거뒀다. GS칼텍스는 프로화 출범 이후 처음으로 챔피언 결정전에 진출했고, 여자부의 경우 플레이오프에서 1차전에 승리를 거둔 팀이 챔피언 결정전에도 진출한다는 징크스는 4년째 깨지지 않게 되었다.

### 챔피언 결정전
| 경기               | 날짜            | 홈 팀    | 득점  | 어웨이 팀 | 장소               |
| ------------------ | --------------- | -------- | ----- | --------- | ------------------ |
| 1차전              | 2008년 3월 22일 | 흥국생명 | 3 - 1 | GS칼텍스  | 천안유관순체육관   |
| 2차전              | 2008년 3월 23일 | 흥국생명 | 2 - 3 | GS칼텍스  | 천안유관순체육관   |
| 3차전              | 2008년 3월 26일 | GS칼텍스 | 3 - 1 | 흥국생명  | 인천도원시립체육관 |
| 4차전              | 2008년 3월 29일 | GS칼텍스 | 3 - 1 | 흥국생명  | 인천도원시립체육관 |
| 인천 GS칼텍스 우승 |                 |          |       |           |                    |

챔피언 결정전에서는 2007~2008 시즌 정규리그 우승 팀이자 3년 연속 통합 우승에 도전하는 천안 흥국생명 핑크스파이더스와 플레이오프에서 대전 KT&G 아리엘즈에게 2연승을 거두고 챔피언 결정전에 진출한 인천 GS칼텍스의 대결이 되었다. 상대 전적은 2007~2008 시즌 정규리그 7번의 맞대결에서 흥국생명이 GS칼텍스에게 6번을 승리하며 절대적 우위를 점하고 있었다. 
3월 22일 흥국생명의 홈구장 천안유관순체육관에서 펼쳐진 챔피언 결정전 1차전에서는 김연경이 29득점, 황연주가 25득점을 기록하며 흥국생명이 세트 스코어 3대 1로 GS칼텍스를 제압했다. 특히 GS칼텍스에게 2세트를 빼앗기고 난 뒤, 황연주가 3세트에만 13점을 기록하는 등 활약을 보여줘 KBS n에서 선정한 수훈선수로 선정되었다.
다음 날 1차전과 마찬가지로 천안에서 펼쳐진 2차전에서는 풀 세트 경기끝에 GS칼텍스가 흥국생명에게 세트 스코어 3대 2로 승리를 거뒀다. 3세트까지 좋은 경기력을 보인 흥국생명은 이후 서브 리시브가 흔들리며 4세트를 GS칼텍스에게 16점차로 내줬고, 5세트에서도 총 6점만을 기록하며 2차전의 승리는 GS칼텍스에게 돌아갔다.
3차전은 3월 26일 GS칼텍스의 홈구장 인천도원시립체육관에서 있었다. 1세트를 따낸 GS칼텍스는 2세트를 흥국생명에게 내줬고, 23대 23으로 팽팽히 맞서던 3세트 후반 GS칼텍스의 정대영이 가로막기 득점을 기록하며 GS칼텍스가 세트 스코어 2대 1로 앞서 나갔다. 특히 GS칼텍스가 17대 21로 흥국생명에게 뒤지고 있던 4세트에서는 아껴 두었던 2점 백어택 2번을 정대영이 모두 성공시키며 23대 23을 만들었고, 이어 김민지가 2연속 득점을 기록하며 3차전도 GS칼텍스가 승리를 거뒀다.
4차전은 3월 29일 인천에서 열렸다. 챔피언 결정전 우승까지 1승만을 남긴 GS칼텍스는 흥국생명을 거칠게 몰아붙였다. 감독이 퇴장당하는 불상사가 일어나기도 했는데, 1세트 GS칼텍스가 18대 13으로 이기고 있던 상황에서 주심은 GS칼텍스 이숙자의 터치넷 반칙을 선언했고 이에 불복한 GS칼텍스 측에서 비디오 판독을 신청하였다. 비디오 판독 결과 흥국생명의 브라질 출신의 외국인 선수 마리의 터치넷 반칙으로 번복되자 흥국생명의 황현주 감독은 이에 강하게 항의하며 세트 퇴장을 당했고, 이후에도 계속 항의하다 경기 퇴장을 당했다. 황현주 감독은 이전 시즌에서도 수원 현대건설 그린폭스와의 챔피언 결정전 4차전에서 퇴장을 당한 바 있어 2년 연속 챔피언 결정전 퇴장이라는 불명예를 얻게 되었다. 이후 계속 진행된 2세트에서는 김연경의 공격이 살아나며 퇴장한 황현주 감독 대신 어창선 수석코치의 지휘 아래 흥국생명이 승리를 차지했다. 그러나 GS칼텍스는 3세트에서 승리를 차지했고, 3차전과 마찬가지로 GS칼텍스는 4세트 17대 21로 뒤지고 있던 상황에서 정대영의 2점 백어택 등으로 흥국생명을 추격하여 23대 23을 만들었고, 나혜원이 블로킹 득점을 기록하며 경기를 끝냈다. 
이로써 GS칼텍스가 챔피언 결정전에서 흥국생명에게 3승 1패를 거두며 성인배구 9년 만에, 프로 전환 후 최초로 우승을 차지했고, 챔피언 결정전 MVP는 정대영이 차지했다. 한편 위암으로 투병 중인 GS칼텍스의 이희완 감독도 4차전에 경기장을 찾아 선수들과 기쁨을 함께 했다.